# Raffinerie d'Alger
La raffinerie d'Alger est une raffinerie de pétrole située à Sidi R'cine à l'est d'Alger en Algérie. Construite en 1964, sa capacité de traitement est d'environ 3,645 millions tonnes/an, ce qui en fait la deuxième grande raffinerie d'Algérie, cette raffinerie est actuellement exploitée par Sonatrach.

## Historique
La raffinerie d'Alger est inaugurée par Ahmed Ben Bella le 15 avril 1964, avec une capacité de raffinage de 2 500 000 tonnes de pétrole brut par an. 
Le 22 septembre 2010, la  réhabilitation de la raffinerie est confiée au groupe français Technip, pour un montant de 67,8 milliards de dinars. Sonatrach résilie en 2015 le contrat, les deux parties s'opposent sur l'ampleur des travaux à réaliser.
Le 6 novembre 2016, la réhabilitation de la raffinerie est réattribuée au groupe chinois China Petroleum Engineering and Construction (CPECC), pour un montant de 45,5 milliards de dinars. Les travaux visent à augmenter de 35% les capacités de raffinage.
Le 21 février 2019, la raffinerie d'Alger est inaugurée par les ministres algériens de l'énergie et de l'intérieur, Mustapha Guitouni et Noureddine Bedoui et le  PDG de Sonatrach, Abdelmoumen Ould Kaddour après les travaux de réhabilitation et d'extension par China Petroleum Engineering and Construction (CPECC).

## Caractéristiques techniques

### Capacités de production
La raffinerie d'Alger traite 3,6 millions de tonnes par an de pétrole brut saharien. La production est au norme Euro V, elle permet de couvrir 95% des besoins en carburants de la région Centre en Algérie.